# Psoa viennensis
Psoa viennensis – gatunek chrząszcza z rodziny kapturnikowatych i podrodziny Psoinae.

## Morfologia
Ciało długości 7 do 11 mm, czarne z metalicznie zielonym połyskiem. Pokrywy silnie wydłużone, czerwonobrunatne, gęsto owłosione skierowanymi do tyłu włoskami. Przedplecze samców w nasadowej części silnie przewężone, szersze od głowy razem z oczami. U samców koniec odwłoka często czerwony.

## Rozprzestrzenienie
Gatunek zamieszkuje Włochy, Bośnię, kraje byłej Jugosławii, Bułgarię, Rumunię, Chorwację, Turcję, Węgry, Czechy, Słowację, Ukrainę Austrię i Kaukaz. W Polsce dotąd nieodnotowany.